# Écouché-les-Vallées
Écouché-les-Vallées – gmina we Francji, w regionie Normandia, w departamencie Orne. W 2013 roku liczba ludności wynosiła 2220 mieszkańców. 
Gmina została utworzona 1 stycznia 2016 roku z połączenia sześciu ówczesnych gmin: Batilly, La Courbe, Écouché, Loucé, Saint-Ouen-sur-Maire oraz Serans. Siedzibą gminy została miejscowość Écouché. Dnia 1 stycznia 2018 roku połączono dwie wcześniejsze gminy: Fontenai-sur-Orne oraz Écouché-les-Vallées. Siedzibą gminy została miejscowość Écouché, a nowa gmina przyjęła nazwę Écouché-les-Vallées. 